# Mahama Awal
Mahama Awal (tiếng Trung: 艾華; sinh ngày 10 tháng 6 năm 1991) là một cầu thủ bóng đá Cameroon thi đấu cho câu lạc bộ tại Giải bóng đá ngoại hạng Hồng Kông HK Pegasus.

## Sự nghiệp câu lạc bộ
Awal gia nhập câu lạc bộ tại Giải bóng đá hạng nhất quốc gia Trung Quốc Guangdong Sunray Cave năm 2009. Vào ngày 10 tháng 5 năm 2009, anh ghi bàn thắng đầu tiên trong trận đấu trước Liaoning Whowin. Anh thi đấu 6 mùa giải với Guangdong Sunray Cave, ghi 31 bàn sau 128 lần ra sân.
Awal chuyển đến đội bóng tại Giải bóng đá ngoại hạng Hồng Kông South China vào tháng 1 năm 2015. Anh có màn ra mắt cho South China ngày 11 tháng 1 trước kình địch Kitchee. Anh ghi bàn thắng gỡ hòa ở phút bù giờ giúp South China có trận hòa 2-2 với Kitchee.
Ngày 11 tháng 6 năm 2017, chủ tịch Hong Kong Pegasus Canny Leung tiết lộ rằng Awal cùng với ba cầu thủ South China khác sẽ đến Pegasus.